# Библиография Александра Бушкова
Александр Александрович Бушков (5 апреля 1956, Минусинск) — российский писатель, работает в жанрах детектива и фэнтези, автор публицистики на историческую тематику. Общий тираж его литературных произведений превышает 17 миллионов экземпляров.
Писать начал в возрасте 20 лет. В 1981 году в журнале «Литературная учёба» была опубликована первая повесть Бушкова, а в 1986 году в красноярском областном издательстве — первая книга фантастических повестей и рассказов «Стоять в огне». Известность пришла к писателю в середине 1990-х годов после выхода дилогии про Станислава Сварога — «Рыцарь из ниоткуда» — «Летающие острова».
В будущее Бушкова верится. Но независимо от него Александр Бушков уже стал самобытным, ярким явлением на культурном горизонте… Андрей Буровский

## Циклы произведений

### Шантарский цикл
События описанные в этих книгах происходят в разные времена, но их объединяет место действия — Шантарский край. Официальный сайт А. Бушкова

#### Приключения Алексея Бестужева
Россия в переломный момент. Угроза революции висит над страной. Но есть люди, которые даже в такие моменты стремятся сохранить Россию. К ним относится и главный герой серии — молодой жандармский ротмистр Алексей Бестужев.
Классификация:

Жанры/поджанры: Боевик | Исторический роман 

Общие характеристики: С множеством интриг | Приключенческое 

Сюжетные ходы: Спецслужбы 

Линейность сюжета: Линейный
| Название                        | Год первого издания | Аннотация | Другие издания                     |
| ------------------------------- | ------------------- | --- | ---------------------------------- |
| Непристойный танец (Авантюрист) | 2001                | Австро-Венгрия. Эсеры-террористы готовят покушение на императора Франца-Иосифа. Алексей Бестужев, внедрённый в школу бомбистов жандарм, оказывается замешанным в это дело. Он становится человеком, которого обязательно устранят после операции. Ротмистр вынужден начать свою игру против подпольщиков.                                                                    | 2001 2002 2004 2005 2006 2009      |
| Дикое золото                    | 2000                | Начало двадцатого века. В шантарской тайге налётчики грабят обозы с золотом. Жандармерия, охранное отделение, большевистские боевики и сыскная полиция ведут свои игры. Роман содержит все классические элементы: перестрелки, любовь, предательство. Но кроме этого в произведении находит своё место вспышка Тунгусского метеорита.                                        | 2001 2002 2004 2005 2006 2007 2009 |
| Сыщик                           | 2009                | Австро-Венгрия. Конец первого десятилетия прошлого столетия. Инженер Штепанек изобретает новый прибор — «дальногляд». Спецслужбы сразу же начинают охоту за аппаратом. В России дело поручено ротмистру Бестужеву. |                                    |
| Комбатант                       | 2009                | Погоня за важным прибором продолжается. Аппарат Штепанека, похищенный известным анархистом-террористом Гравашолем оказывается в Париже. Охота за ним и за боевиком не ослабевает. Но кроме этого Бестужев обнаруживает логово эсдеков и анархистов и чуть не гибнет в ловушке устроенной начальником резидентуры Гартунгом, решившем в одиночку заполучить лавры победителя. | 2010                               |
| Аргонавт                        | 2009.               | Теперь прибор обнаруживается на борту «Титаника». Погоня следует за ним, отныне Бестужев в одиночку преследует перекупившую Штепанека американку и отбивается от неемников киносидиката, желающих уничтожить прибор. Когда дальногляд вновь оказывается у Бестужева, происходит непредвиденное….                                                                             |                                    |
| Ковбой                          | 2010                | Алексей Бестужев выжил после катастрофы «Титаника». Он оказывается в Соединённых Штатах. Он смог сохранить чертежи прибора и теперь должен доставить их в российское посольство в Вашингтоне, но сначала нужно укрыться от погони и найти способ быстро добраться до Вашингтона, ведь могущественные соперники действуют в своей стране. а он даже не знает английского….    | 2010                               |

#### Пиранья
Другие названия: Кирилл Мазур

Книги о приключениях советского боевого пловца Кирилла Мазура.
Классификация:

Жанры/поджанры: Боевик

Общие характеристики: С множеством интриг | Приключенческое | Военное 

Линейность сюжета: Линейный
| Название                             | Год первого издания | Аннотация | Другие издания                                                               |
| ------------------------------------ | ------------------- | --- | ---------------------------------------------------------------------------- |
| Пиранья. Первый бросок               | 1999                | Роман открывает серию произведений о Кирилле Мазуре. Сентябрь 1976 года. В поисках золота с затонувшего английского фрегата, советские боевые пловцы вступают в бой с пиратами. В погоне за сокровищами переплетаются интересы Советского Союза, Соединённых Штатов, Франции, контрабандистов, местных властей и повстанцев. | 2001 2004(x2) 2005 2007 2009                                                 |
| Пиранья. Звезда на волнах            | 2002                | Ноябрь 1982 года. Секретный спутник сфотографировал китайские ядерные полигоны. Но спускаемая капсула по непредсказуемой траектории упала в море. На охоту вышли все: русским нужно вернуть капсулу, китайцам — уничтожить данные, всем остальным интересны секретные снимки. Капитан-лейтенант Мазур с командой «морских дьяволов» должен любой ценой найти пленку. | 2004(x2) 2007 2009                                                           |
| Пиранья. Жизнь длиннее смерти        | 2003                | Конец семидесятых годов. Во всех горячих точках находятся военные профессионалы СССР. Кирилл Мазур отправлен в эпицентр военного конфликта между Сомали и Эфиопией. Ему и его команде противостоят американские «морские котики». | 2004(x2) 2007 2009                                                           |
| Пиранья. Бродячее сокровище          | 2003                | Группа из шести боевых пловцов, в составе которой находится Кирилл Мазур, заброшена в джунгли маленькой латиноамериканской страны. Их цель — новейший самолёт электронной разведки. База, на которой он расположен, хорошо охраняется. Но все-таки микросхемы похищены, а военная база взорвана. Группа распадается на шесть боевых единиц, чтобы встретиться в безопасном месте. | 2004(x3) 2005(x2) 2007                                                       |
| Пиранья. Флибустьерские волны        | 2004                | Новейший американский подводный аппарат потерян во время испытаний. На Карибы отправлена группа боевых пловцов под командованием капитана Кирилла Мазура. Под видом авантюристов-кладоискателей они обшаривают морское дно, их задача — найти и изъять аппарат для изучения и копирования его в СССР. В ходе поисков Кириллу приходится столкнуться с местной мафей, побывать в США, поучаствовать в освобождении туристического судна от террористов, познакомиться с восходящей кинозвездой и даже стать прототипом персонажа фантастического фильма. | 2004 2005 2007 2010                                                          |
| Пиранья. Озорные призраки            | 2005                | В некоторой южной республике ожидается переворот, для исполнения которого нанят Майкл Шор, боевик, специалист по таким делам, который не проигрывал ни разу за четверть века. СССР неофициально на стороне действующего президента, считая его «прогрессивным элементом», поэтому в республику направлены Кирилл Мазур с напарником. Им поставлена задача — предотвратить переворот, ничем не выдав участие в деле Советского Союза. | 2005(x2) 2007 2010                                                           |
| Пиранья. Чёрное солнце               | 2012                | Группа советского военно-морского спецназа находится в Южной Африке. Страна, усиленно строит социализм при помощи специалистов из СССР и Кубы. Первое задание группы Мазура — проникнуть на сопредельную территорию, попасть на секретный полигон и заполучить один ценный документ. |                                                                              |
| Охота на пиранью                     | 1996                | В дебрях тайги заканчиваются законы человеческой морали. «Новый русский» здесь устраивает для иностранцев охоту на людей. Однако, на эту охоту в качестве дичи попадает капитан первого ранга Кирилл Мазур и ломает устоявшийся ход событий. | 1997 1999(х2) 2001(х2) 2004 2005(х2) 2006(х2) 2007 2009(х2) 2006(аудиокнига) |
| След Пираньи                         | 1996                | История, начавшаяся в романе «Охота на пиранью», ещё не закончилась. Мазур добрался до своих и неприятности остались позади. Но операция «Меч-рыба», которую он должен был возглавлять, провалилась ещё до начала. Контрразведка флота считает, что Мазур — американский агент. Вокруг засекреченной базы на Шантарском водохранилище творится что-то непонятное. Положение спасает генерал ГРУ Глаголев. Он отправляет каперанга Мазура снова в тайгу, на ту самую заимку, где он был пленником. «Морской дьявол» должен забрать оттуда компромат на иностранцев, участвовавших в охоте. | 1996 2000 2004(x2) 2005 2006(х2) 2007 2009                                   |
| Крючок для пираньи                   | 1998                | Группа офицеров вместе с капитаном первого ранга Кириллом Мазуром летит на север Шантарского края в город Тиксон. Что-то странное происходит вокруг местной военной базы. Кто-то очень хочет, чтобы её закрыли. | 2001 2004 2005 2006 2007(x2)                                                 |
| Возвращение пираньи                  | 1998                | Каперанг Кирилл Мазур снова в дебрях Латинской Америки, среди болот и недругов. Задание изъять ценный дипломат с утонувшего в озере самолёта оказалось лишь прикрытием от иностранных разведок. А настоящая цель задания была — спасти похищенную латиноамериканскими бандитами дочь российского «владельца заводов, газет, пароходов», в том числе оборонных предприятий, имеющих стратегическое значение для России, чтобы вероятные противники России не могли его шантажировать его дочерью. По завершении задания Мазур получает предложение от латиноамериканской спецслужбы стать военным советником в этой стране и оказывается перед сложнейшим выбором: на одной чаше весов — счастье и материальное благополучие, а на другой — служба Родине. Некоторые источники описывают сюжет романа иначе. | 2002 2004 2005(x4)                                                           |
| Пиранья против воров                 | 2001                | Разменявший пятый десяток контр-адмирал Мазур сопровождает дочку сослуживца в Шантарск. Спокойная поездка заканчивается тем, что он попадает в руки главы Шантарской мафии. | 2002 2005 2007(x2) 2009                                                      |
| Пиранья против воров-2               | 2002                | Только закончилась история с похищением и мафией, как контр-адмирал Мазур, оказавшийся в «нужном» месте, вынужден преследовать иностранную шпионку. | 2003 2004(x2) 2007(х2)                                                       |
| Пиранья. Охота на олигарха           | 2008                | В современной России теперь рыночная экономика. И Мазур помогает клиентам найти должников и заставить их платить. Организация, связанная с олигархическими структурами, сначала шантажирует Мазура, а потом предлагает за несколько миллионов долларов сорвать переворот в африканской стране, богатой природными ресурсами. | 2009                                                                         |
| Алмазный спецназ (Пиранья и акулы 2) | 2008                | По заданию тайной организации продолжается внедрение Кирилла Мазура в олигархические структуры. Помогая российским бизнесменам Кирилл Мазур участвует в «операции изъятия» партии алмазов с прииска. Как всегда, всё проходит не так гладко, как планировалось. | 2008 2009                                                                    |
| Пиранья. Война олигархов             | 2007                | Приключение с алмазами, начавшееся в романах «Охота на олигарха» и «Алмазный спецназ», привело адмирала Мазура в столицу Украины. | 2010                                                                         |

#### Бешеная
Другие названия: Дарья Шевчук

Цикл объединяет главная героиня, сотрудница уголовного розыска Дарья Шевчук.
Классификация:

Жанры/поджанры: Боевик

Общие характеристики: Приключенческое

Линейность сюжета: Линейный
| Название                      | Год первого издания | Аннотация | Другие издания                            |
| ----------------------------- | ------------------- | --- | ----------------------------------------- |
| Бешеная (Девочка со спичками) | 1995                | Дарья Шевчук — старший оперуполномоченный уголовного розыска. На её счету задержания опасных преступников, таких как хирург-маньяк, вырезающий печень. История книги начинается появлением ещё одного. В Шантарске происходит два загадочных убийства, отмеченных почерком маньяка. Убиты женщины, у них на лбу разрезы в форме креста, а на шее шарфики с силуэтом чертёнка. Сотрудница уголовного розыска, идя по следам убийцы, проникает в самое логово секты сатанистов. | 1996 2002(x2) 2004(x6) 2005 2006 2007(x2) |
| Танец Бешеной                 | 2001                | В книге рассказывается о продолжении расследования по делу о серийных убийствах начатого в романе «Бешеная». | 2002 2003 2004(x3) 2005 2007(x2)          |
| Стервятник                    | 1996                | Психологический триллер. Главный герой с характерным именем Родион Раскатников когда-то числил себя в рядах демократической интеллигенции и приветствовал падение коммунизма в СССР, но в итоге не нашёл себе места в новой жизни и вынужден мириться с унизительной ролью приживалы при успешной жене. Когда ему в руки случайно попадает оружие, в очередной раз подтверждается, что душа незначительного человека может оказаться страшнее, чем криминальный мир.          | 2001 2003 2004 2005 2006 2010(x2)         |
| Капкан для Бешеной            | 2001                | Маргариту Лямкину, звезду шантарской эстрады, фанатичную поклонницу и подражательницу Мэрилин Монро, находят в её собственной квартире со сломанной шеей. Дарья Шевчук по прозвищу Бешеная, заместитель начальника уголовного розыска города, приступает к расследованию, в ходе которого обнаруживает доказательства того, что в Шантарске готовится государственный переворот с целью отделения Сибири от Российской Федерации.                                             | 2002(х2) 2004(х3) 2006(х2) 2007 2010      |
| Крючок для пираньи            | 1998                | Группа офицеров вместе с капитаном первого ранга Кириллом Мазуром летит на север Шантарского края в город Тиксон. Там же оказывается и Дарья Шевчук. Что-то странное происходит вокруг местной военной базы. Кто-то очень хочет, чтобы её закрыли. | 2001 2004 2005 2006 2007(x2)              |

#### На то и волки
Другие названия: Даниил Черский

Книги о бывшем охраннике Брежнева, ныне начальнике охраны коммерческого предприятия — Данииле Черском.
Классификация:

Жанры/поджанры: Боевик

Общие характеристики: Приключенческое | С множеством интриг

Время действия: XX век
| Название                         | Год первого издания | Аннотация | Другие издания                        |
| -------------------------------- | ------------------- | --- | ------------------------------------- |
| На то и волки                    | 1995                | Роман о бывшем телохранителе Брежнева. Теперь он начальник охраны в престижной и одной из наиболее крупных фирм в Шантарске. В романе во всём своём многообразии передана атмосфера его жизни. Это и разборки с погонями и перестрелками, и тайные интриги, и даже попытки найти клад. | 1996 2004(x4) 2005(x2) 2006 2008      |
| Волк насторожился                | 2002                | Во втором романе серии Данил Черский противостоит уже целой группе людей. Все охотятся за золотом. | 2004(x2) 2005(x2) 2006 2008           |
| На то и волки — 2 (Волк прыгнул) | 1999                | Третий роман усиливает сюжетную линию. Действие происходит в бывшей советской республике Рутении. Теперь Данил Черский принимает участие в авантюре, намного серьёзней предыдущей с золотом. Теперь его деятельность затрагивает стратегические интересы страны.                       | 2000(x2) 2001 2002 2004(x4) 2005 2007 |

#### Алексей Карташ
Старший лейтенант Алексей Карташ за амурные похождения с внучкой своего большого начальника отправлен из Москвы служить под далёким сибирским Шантарском.
Классификация:

Жанры/поджанры: Боевик

Общие характеристики: Приключенческое | С множеством интриг

Время действия: 20 век

Линейность сюжета: Линейный
| Название                          | Год первого издания | Аннотация | Другие издания               |
| --------------------------------- | ------------------- | --- | ---------------------------- |
| Тайга и зона                      | 2003                | Старший лейтенант Алексей Карташ, прибывший на новое место службы недалеко от сибирского города Шантарск, обнаруживает, что среди заключённых сильно возросла смертность. В то же время ходят слухи, что где-то недалеко в тайге располагается секретный объект. Только Карташ рискует разгадать тайну гибельного места. | 2003 2004 2005 2007(x2) 2009 |
| Ашхабадский вор                   | 2004                | Всего троим удалось выбраться из тайги вместе с огромным богатством. Но на этом их приключения не закончены. Всё только начинается. Теперь за героями романа охотятся не только спецслужбы, но и влиятельные хозяева платинового прииска.                                                                                | 2004(x2) 2005 2007(x2) 2010  |
| Сходняк                           | 2004                | Герои, помимо своей воли, оказываются вовлечены в противостояние могущественных сил: воровской сходняк Шантарска и ФСБ не могут поделить власть в городе. | 2004 2005 2007(x3)           |
| Под созвездием северных «Крестов» | 2005                | Начало новой трилогии об Алексее Карташе. После того, как он и его друзья предотвратили воровскую войну в Шантарске, Кацуба отправляет Карташа в Петербург, где тот попадает по обвинению в убийстве в знаменитые «Кресты».                                                                                              | 2005 2007 2010               |

#### Антиквар
Наши дни. Главный герой цикла, в советские времена — трижды судимый за нелегальную торговлю антиквариатом, ныне — уважаемый шантарский антиквар Смолин (он же Гринберг). Три книги цикла объединены общим сюжетом и описывают несколько недель из жизни Смолина, за которые он успевает получить нежданное «наследство», познакомиться с прекрасной женщиной, найти бесценные сокровища, поучаствовать в разрешении нескольких исторических загадок и победить в схватке с неведомыми врагами, вознамерившимися прибрать к рукам антикварную торговлю в Шантарске.
Классификация:

Жанры/поджанры: Боевик

Общие характеристики: Приключенческое | Авантюрно-плутовское

Время действия: XXI век

Линейность сюжета: Линейный
| Название                                     | Год первого издания | Аннотация | Другие издания |
| -------------------------------------------- | ------------------- | --- | -------------- |
| Антиквар                                     | 2008                | Антиквар Смолин знакомится с журналисткой Ингой. В Шантарске начинается массовая милицейская кампания против антикваров: похоже, кому-то очень нужно, чтобы антикварный рынок лихорадило. Вдова художника Бердыгина категорически отказалась продавать Смолину коллекцию картин мужа, а теперь к ней подбираются преступники, явно собираясь забрать картины себе; Смолин с помощниками вынужден спасать и владелицу, и коллекцию. Коллега и соперник по ремеслу по прозвищу Кощей перед смертью передаёт Смолину «наследство» — коллекцию антиквариата, в которой, помимо множества раритетов, антиквар находит документ, рассказывающий о богатом кладе, скрытом в затопленном в Шантаре броневике… | 2010           |
| Последняя пасха (Последняя Пасха императора) | 2008                | Смолин с Ингой отправляются в соседний город, чтобы купить археологические находки, но оказывается, что предложение о сделке — ловушка. Героям приходится пешком пробираться по тайге и заброшенным деревням. Случайная находка позволяет Смолину и Инге пролить свет на тайну исчезновения в 1943 году обоза, доставлявшего золото с приисков. Из-за неё же происходит столкновение с охотниками за сокровищами, охотящимися за этим золотом. В городе Смолин выходит на след коллекции яиц Фаберже. В схватке с конкурентами Смолин едва не погибает, но благодаря Инге не только остаётся жив, но и становится обладателем раритетов баснословной ценности.                                        | 2008 2009 2010 |
| Сокровище антиквара                          | 2009                | Неведомый противник явно хочет «подмять» под себя всю антикварную торговлю в Шантарске. Но не только стремление сохранить бизнес руководит Смолиным, противостоящим грубому давлению — он должен отомстить за смерть старого друга. Продажный милицейский майор Летягин получает по заслугам. Заканчивается история с броневиком: Смолину с друзьями удаётся не только добыть сокровище, но и раскрыть тайну гибели красного командира Кутеванова, чей отряд в далёком 1919 освобождал Шантарск от колчаковцев. | 2010(х2)       |

### Сварог
Другие названия: Серый ферзь
Станислав Сварог, майор ВДВ, переносится в совершенно иной мир, куда его настойчиво затягивали.
Классификация:

Жанры/поджанры: Фэнтези (Героическое фэнтези | Science Fantasy)

Общие характеристики: Приключенческое

Время действия: 20 век | Неопределённое время действия

Сюжетные ходы: Квест | Спасение мира

Линейность сюжета: Линейный

#### Основная серия
| Название                                     | Год первого издания | Аннотация | Другие издания                                                    |
| -------------------------------------------- | ------------------- | --- | ----------------------------------------------------------------- |
| Рыцарь из ниоткуда                           | 1996                | В гарнизоне скука и однообразие. Такая жизнь быстро надоест любому, а если ещё разваливается страна, за которую ты сражался и армия, без которой себя невозможно представить, даже некогда неустрашимые десантники в ступоре. Майор ВДВ Станислав Сварог не является исключением. Но его жизнь меняется коренным образом после того, как он попадает в другой мир, похожий на сказку: здесь есть место магии и колдовству, благородству и предательствам, звону мечей и коварному злу.                                                                | 1999 2001 2002(x2) 2003(x3) 2004(x3) 2005 2007(x2)                |
| Летающие острова                             | 1996                | Во втором романе серии приключения лорда Сварога продолжается. По заданию группы высших чиновников Империи Сварог вновь отправляется в поход, чтобы вместе с принцессой Делией Ронерской исполнить древнее пророчество: закрыть Врата, через которые в этот мир попадают «Глаза Сатаны», и освободить от нечисти Три Королевства. | 1996 1999 2001 2002(x2) 2004(x3) 2005 2007(x2) 2009(x2) 2010 2011 |
| Нечаянный король                             | 2001                | Дорога королей практически всегда пролегает через кровь и грязь. Сварог, ставший случайно королём, получает возможность убедиться в этом на собственном примере… поскольку сразу несколько государств решило принять его как короля, но кое-где всё пройдёт совсем не так гладко. | 2001 2003(x2) 2004 2005 2007 2008 2009 2010 2011                  |
| Железные паруса                              | 2004                | Короля Сварога Первого ожидает полный набор трудностей правления и даже больше. Начинаются внутренние смуты и заговоры, казавшееся лёгким вторжение в агрессивный Горрот провалилось, объявились странные друзья Горрота — лилипуты с армадами крохотных атомных подводных лодок и ядерным оружием, ожидается скорый конец света, просыпается чудовищный Великий Кракен, одна из четырёх ипостасей Князя Тьмы, а что самое страшное — к Талару летит таинственная Багряная Звезда, первоисточник почти всех этих бедствий и о ней ничего не известно. | 2004 2007(x2) 2009 2010 2011                                      |
| По ту сторону льда                           | 2004                | После взрыва на причале корабль с каторжниками недосчитался трёх заключённых. Три беглеца — караемое упущение по службе. Поэтому были подобраны три человека без сознания, чтобы заменить сбежавших. Одним из них оказывается король Сварог, нежданно для себя оказавшийся в положении зэка, плывущего на сахарные плантации своих же островов-колоний. | 2004 2005 2006 2007(x2) 2009 2010 2011                            |
| Чёртова Мельница                             | 2012                | Роман практически полностью сюжетно посвящён попытке Сварога остановить Багряную Звезду, грозящую уничтожением миру Талара. Кроме этого, через всё произведение проходит осознание Сварогом своего места в жизни и подлинной сути и мощи Горрота. |                                                                   |
| Слепые солдаты                               | 2013                | В резиденции Виглафского Ковенанта проходит собрание королей государств на континенте Харум, давно превратившееся в фарс — Сварог, выступавшего в роли аж семи королей и великого герцога, легко отбивает наскоки «коллег». Король королей, оторванный от важных дел по расследованию заговора в Балонге и борьбы с Горротом и Токерангом, получает помощь… от горротской королевы. |                                                                   |
| Из ниоткуда в никуда                         | 2013                | Пока молодая императрица Яна-Алентевита готовится пойти под венец, лорд Сварог, граф Гэйр, продолжает биться над загадками Токеранга и Горрота. |                                                                   |
| Король и его королева                        | 2013                | Продолжение романа «Из ниоткуда в никуда». Свадьба сыграна, но после брачной ночи выясняется, что токереты приготовили неприятный сюрприз. Король Хелльстада и его королева решают призвать на помощь таинственную магию Древнего Ветра, которая возможно сумеет остановить заговор Горрота, Магистериума и Токеранга. |                                                                   |
| Вертикальная вода                            | 2015                | Остатки заговора в Горроте все ещё тлеют, но взгляд Сварога и Странной Компании уже обращён в сторону Токеранга. Будут ли это новые увлекательные приключения, или старых друзей на этот раз ждёт всего лишь самая грязная работа? А все сомнения и боль смоет с души, как вода… Вертикальная вода. И тогда можно будет спросить себя: «А был ли Токеранг?.. Может быть, его никогда и не было».. |                                                                   |
| Алый как снег                                | 2017                | Сварог и Яна путешествуют в прошлое Талара, попадая в период незадолго до Шторма. Спецслужбы Ронеро отыскивают свидетельства о местонахождении Безумного Зодчего — четвёртого воплощения Зла в мире Талара и Странная Компания отправляется на битву с ним. |                                                                   |
| Над самой клеткой льва                       | 2017                | После гибели Странной Компании у Сварога и новые заботы и продолжение старых. Сварог окончательно убеждается в том, что им действительно открыт проход в прошлое планеты, а не куда-то ещё. Тем временем спецслужбы бывшего королевства Мары — Сегура находят свидетельства странного заговора, нити которого тянутся по всему Талару. А с небес, с одной из планет-соседок Талара льётся зловещее «синее», но невидимое обычному глазу излучение… |                                                                   |
| Радиант                                      | 2018                | Столкнувшись с непонятным воздействием и явным заговором, тянущимся со стороны соседней планеты, спецслужбы Империи предпринимают ответные действия, которые приводят к успеху. Нечеловеческий разум, манипулировавший людьми, уничтожен. |                                                                   |
| Чудовища в янтаре: Дыхание мороза            | 2019                | Завязка новой подсерии приключений Сварога. В океане просыпаются реликтовые чудовища, предвещающие Большую Беду. Пытаясь окончательно завершить старые дела, Сварог сталкивается с новым вызовом. В игру вступает Гремилькар — «фигура, чьей главной задачей является охота за Серым Ферзём ради возможного его уничтожения». |                                                                   |
| Чудовища в янтаре: Улица моя тесна           | 2019                | |                                                                   |
| Нежный взгляд волчицы. Замок без ключа.      | 2021                | Кто бы знал, что безвременная кончина лорда Сварога, даже если и случится (во что верить, конечно, не хочется, но допускать нужно), окажется ничуть не бессмысленной. И кто бы мог подумать, что своенравная убийца не сбежит, а тут же воротится, одарив Короля Королей нежным взглядом |                                                                   |
| Нежный взгляд волчицы. Мир без теней.        | 2023                | |                                                                   |
| Времена звездочётов. Наш грустный массаракш. | 2024                | |                                                                   |

##### Серый Ферзь
Серия состоит из шести книг и представляет собой расширенное «карманное издание» первых двух книг основной серии
| Год издания | Название                               |
| ----------- | -------------------------------------- |
| 2002        | Серый ферзь. Рыцарь из ниоткуда        |
| 2002        | Серый ферзь. Чужой среди чужих         |
| 2002        | Серый ферзь. Это и моя война           |
| 2002        | Серый ферзь. Летающие острова          |
| 2002        | Серый ферзь. Высокое искусство бегства |
| 2002        | Серый ферзь. Страсти по принцессе      |

#### Внеталарский Сварог
Параллельный основной серии цикл. Сварог снова попадает в незнакомые миры. В которых он хочет только одного — вернуться обратно в своё королевство.

##### Димерия
Другие названия: Тьма над Атаром
Димерия — интересная планета. На ней всего два материка. Один обитаемый, а второй находится под водой. Каждые 500 лет происходит смена ролей материков.
| Название      | Год первого издания | Аннотация | Другие издания                             |
| ------------- | ------------------- | --- | ------------------------------------------ |
| Чужие берега  | 2002                | Лорд Сварог оказывается в странном мире. Здесь до сих пор Средневековье, но главное — трудно отличить друзей от врагов.        | 2003 2004 2006 2007 2008 2009 2010 2011    |
| Чужие паруса  | 2002                | Происходит катастрофа. Теперь Сварог вынужден отправиться на поиски нового материка.                                           | 2003 2004(х2) 2007 2008 2009(х2) 2010 2011 |
| Чужие зеркала | 2002                | Всплывший материк найден, но никто из команды Сварога не ожидал столкнуться с такими силами зла, какие оказываются на их пути. | 2004 2005 2007 2008 2009 2010 2011         |

##### Корона
Другие названия: В короне
Корона — империя, в которой использование волшебства является уголовным преступлением. Однако существует подпольное объединение магов, которое пытается добиться разрешения магии.
| Название         | Год первого издания | Аннотация | Другие издания                     |
| ---------------- | ------------------- | --- | ---------------------------------- |
| Пленник Короны   | 2004                | Главная особенность нового мира — торжество технической мысли. Электричество противостоит объявленной вне закона магии. Но Сварог призван сломать существующий порядок вещей.                                                                                   | 2004 2006 2007 2008 2009 2010 2011 |
| Враг Короны      | 2005                | В начале книги Сварог оплакивает погибшего друга над безымянной могилой. В конце же произведения он видит его в стане врагов. | 2005(x2) 2007 2008 2009 2010 2011  |
| Спаситель Короны | 2005                | Co времени событий предыдущего романа прошло 15 лет. Революция магов победила, однако проигравшие вынашивают планы возмездия. Помимо всего этого серьёзная опасность грозит из космоса. Сварог лишён собственного тела, но ему нужно найти выход из этого мира. | 2005(x2) 2007 2008 2009 2010 2011  |

##### Земля
Роман-эпопея повествует о приключениях Сварога на Земле и его борьбе с демоном, который принял его обличье.
| Название      | Год первого издания | Аннотация | Другие издания |
| ------------- | ------------------- | --- | -------------- |
| Печать скорби | 2006                | Бес, который должен был уничтожить империю Короны, провалил своё задание. Империя спасена и Сварог жив. За это остальные демоны превращают провинившегося в Сварога. Теперь на Земле два Сварога, которые сами не знают, кто из них настоящий. | 2007(x2)       |
| Война за мир  | 2007                | Земной мир может погибнуть, но может и выжить. Его судьба зависит от того, кто из двух Сварогов первым доберётся до наделённых магической силой развалин древнего сибирского города Аркаима. Проделав нелегкий путь и преодолев многочисленные препятствия, противники оказываются в Аркаиме почти одновременно. Но в последний момент настоящий Сварог проигрывает схватку. Теперь Земля полностью принадлежит демону |                |

### Россия, которой не было
Цикл произведений посвящён ревизии ряда принятых исторических концепций. Подвергаются сомнению многие исторические реалии. Автор скептически относится к достижениям историков и предлагает свою трактовку исторических событий. В частности, на страницах книг цикла утверждается, что никакого татаро-монгольского нашествия не было, что Хан Батый и Александр Невский — одно и то же лицо, а также приводится множество других аргументированных гипотез.
Классификация:

Жанры/поджанры: Исторический роман

Общие характеристики: Философское | Ироническое

Время действия: Средние века | Новое время (17-19 века) | 20 век | Позднее средневековье / Эпоха возрождения | Эпоха географических открытий (15-16 века)
| Название                                                         | Год первого издания | Аннотация | Другие издания     |
| ---------------------------------------------------------------- | ------------------- | --- | ------------------ |
| Россия, которой не было. Загадки, версии, гипотезы               | 1996                | Александр Бушков создаёт свою парадоксальную версию истории России. | 1997 2005          |
| Россия, которой не было — 2. Русская Атлантида                   | 1996                | Книга посвящена сравнению Западной Руси и Московской Руси. |                    |
| Россия, которой не было — 3. Миражи и призраки                   | 2004                | Дополнение и расширение первой книги серии |                    |
| Россия, которой не было — 4. Блеск и кровь гвардейского столетия | 2005                | В книге автор излагает гипотезу решающего влияния гвардии на русских императоров и престолонаследие в стране.                                                                                     | 2007 2010          |
| Сталин. Красный монарх. Хроники великого и ужасного времени      | 2005                | Автор провел глубокий анализ более 350 малоизвестных и совсем неизвестных архивных документов. В результате была написана книга, содержащая в себе особый взгляд на жизнь и деятельность Сталина. | 2005(x2) 2008 2010 |
| Сталин. Ледяной трон (Осень Императора)                          | 2005                | Главная тема произведения — личность Сталина в последние два десятилетия его жизни. Автор впервые за последние 50 лет публикует доклад Л. Берии на собрании тбилисского партактива.               | 2005               |
| Екатерина II. Алмазная золушка                                   | 2005                | История императрицы, изложенная с точки зрения писателя. | 2007 2009          |
| Россия, которой не было. Славянская книга проклятий              | 2007                | Версия писателя истории России со времен Крещения Руси и до конца Петровской эпохи. | 2010               |
| Мираж «великой империи»                                          | 2007                | Писатель изучает вопрос великой империи монгольских ханов. Во время освоения русскими востока не обнаружено никаких материальных следов её существования.                                         |                    |

### ДʼАртаньян — гвардеец кардинала
Данный роман в двух томах представляет собой своеобразный перезапуск легендарного романа Александра Дюма-старшего «Три мушкетёра», рассказывая, как могла бы сложиться история Д’Артаньяна, если бы его путешествие в Париж началось по-другому. Как и оригинал Дюма, роман написан с опорой на реальные исторические события времён правления Людовика XIII и собственные мемуары Д’Артаньяна, впервые изданные в Амстердаме в 1701 году.
| Название                                | Год первого издания | Аннотация | Другие издания |
| --------------------------------------- | ------------------- | --- | -------------- |
| ДʼАртаньян, Гвардеец Кардинала. Книга 1 | 2002                | Молодой дворянин из Беарна д’Артаньян, отправившийся в Париж, чтобы поступить на службу и сделать карьеру, вступает в конфронтацию с мушкетёрами короля, становится другом графа Рошфора и кандидатом в гвардейцы кардинала, влюбляется без памяти в леди Винтер и участвует в срыве заговора герцога Анжуйского и королевы против Ришельё и короля.                                                                                                |                |
| ДʼАртаньян, Гвардеец Кардинала. Книга 2 | 2002                | Став гвардейцем, д’Артаньян продолжает службу у кардинала. По заданию его высокопреосвященства он вместе со своими новыми друзьями-гвардейцами отправляется в Англию, чтобы выкрасть алмазные подвески, которые Анна Австрийская подарила герцогу Бэкингему. Финал истории оказывается очень похож на тот, что описал Дюма: д’Артаньян получает в итоге чин лейтенанта, но потери, которые приходится понести, делают его равнодушным к этой удаче. |                |

### Колдунья
Альтернативная Российская империя первой половины XIX века, где наполеоновские войны оборвались смертью императора Франции при Аустерлице. Ольга Ярчевская — сирота, оставшаяся без родителей во младенчестве и воспитанная в имении князя Вязинского вместе с его родной дочерью Татьяной. Достигнув возраста, когда девушке из общества уже пора подумать о замужестве, она неожиданно узнаёт, что рядом с людьми живут сверхъестественные существа, духи, колдуны, и сама становится обладательницей колдовского дара. Но теперь ей приходится сделать выбор и в вечной борьбе светлых и тёмных сил встать на одну из сторон.
| Название          | Год первого издания | Аннотация | Другие издания      |
| ----------------- | ------------------- | --- | ------------------- |
| Колдунья          | 2007                | От умирающего мельника Сильвестра Ольга наследует колдовскую силу. Сначала магия кажется почти игрой, но затем Ольге, получившей предложение руки от графа Казимира Биллевича, который совершенно не изменился за последние 60 лет, приходится приложить все силы и характер, чтобы не стать игрушкой тёмных сил. Выдавая себя за провинциального гусара, Ольга получает необходимую свободу действий и узнаёт планы заговорщиков, готовящих покушение на императора. | 2007 2008 2009 2010 |
| Колдунья-беглянка | 2008                | Благодаря Ольге государь спасён. Но неожиданно умирает князь Вязинский, а его брат предъявляет купчую, согласно которой Ольга является крепостной и перед смертью князя продана ему. Из светской дамы Ольга превращается в бесправное живое имущество. Она бежит от хозяина и снова оказывается вынуждена бороться за свободу и достойное место в жизни. В итоге ей удаётся встретиться с императором, но сможет и захочет ли он помочь своей спасительнице?          | 2008(x2) 2009       |

### Дикарка
| Название                     | Год первого издания | Аннотация | Другие издания |
| ---------------------------- | ------------------- | --- | -------------- |
| Дикарка. Неизвестный маршрут | 2004                | Марина — суперагент. У неё непростое задание. Где-то в Сибири пропал агент Тимофей Сабашников.                                                                                         | 2005 2007 2010 |
| Дикарка. Чертово городище    | 2005                | Суперагент Марина уже прошла однажды по «неизвестному маршруту». Она нашла останки коллеги и раскрыла антиправительственный заговор. Новое задание — пропавший агент по кличке Вампир. | 2007 2009 2010 |

### Непознанное
| Название                | Год первого издания | Аннотация | Другие издания |
| ----------------------- | ------------------- | --- | -------------- |
| НКВД. Война с неведомым | 2004                | Сборник новелл, в каждой из которых от имени бывшего сотрудника силовых структур или военного рассказывается о встрече с мистическими силами или другом необъяснимом с рациональных позиций случае, произошедшем на войне и во время выполнения специального задания. В авторском предисловии утверждается, что каждая история — подлинный рассказ реального человека, от имени которого ведётся повествование. В четвёртой части автор описывает загадочные происшествия из собственного опыта, главным образом — времён работы в геологической партии в тайге. Часть этих историй ранее выходила в сборнике «Сибирская жуть», написанном в соавторстве Бушковым и Буровским. |                |
| Другая улица            | 2015                | Верить этому или нет? Историй слишком много, рассказаны они разными людьми в разное время, и все же невольно обращаешь внимание на одну странную вещь, которая их всех объединяет: извечная борьба Добра и Зла может вдруг принять такую невероятную, неземную, необъяснимую форму, что вмиг рушатся все наши устоявшиеся представления о реальности и адекватности. Может быть, причиной тому — война, которая яркой декорацией стоит за всеми этими историями? Война, которая в своё адовом котле смешивает воедино Добро и Зло, Правду и Ложь, Реальность и Вымысел? |                |
| Рельсы под луной        | 2016                | Книга продолжает тему, начатую в «НКВД. Война с неведомым». В каждом из никак не связанных между собой рассказов, составляющих её, говорится о странном, необъяснимом, а то и явно мистическом случае, произошедшим с рассказчиком (всякий раз — разным) во время войны. Мистические предупреждения, встречи с колдунами, привидениями, поездом-призраком, европейскими и китайскими оборотнями, общение с давно и недавно умершими людьми, проклятый клад и даже оживающая по ночам статуя. |                |
| Записки человека долга  | 2018                | Это можно назвать фантастикой, мистикой, мифом. На худой конец, закрыв глаза, — чудом, которого никогда не было и быть не может. Но почему же тогда в это веришь? Почему тихий, доверительный рассказ, лишённый восклицательных знаков и агрессивных убеждений, так западает в душу? Почему эти странные, с виду полностью выдуманные истории заставляют задуматься? О том, что человечество, веками изучая само себя, так и не познало той скрытной, потусторонней, непознанной ответственности за все недоброе, совершенное людьми на Земле. О том, что у каждого есть свой ангел-хранитель, которого только надо уметь разглядеть и прочувствовать нежное тепло его крыла…  |                |

## Романы
Хронологический список романов писателя
| Год  | Название                          | Цикл                         |
| ---- | --------------------------------- | ---------------------------- |
| 1995 | Бешеная                           | Бешеная                      |
| 1995 | На то и волки                     | На то и волки                |
| 1996 | Летающие острова                  | Сварог                       |
| 1996 | Охота на пиранью                  | Пиранья                      |
| 1996 | Рыцарь из ниоткуда                | Сварог                       |
| 1996 | След пираньи                      | Пиранья                      |
| 1996 | Стервятник                        | Бешеная                      |
| 1998 | Возвращение пираньи               | Пиранья                      |
| 1998 | Волчья стая                       |                              |
| 1998 | Крючок для пираньи                | Пиранья                      |
| 1999 | Волк насторожился                 | На то и волки                |
| 1999 | На то и волки — 2                 | На то и волки                |
| 1999 | Пиранья. Первый бросок            | Пиранья                      |
| 2000 | Дикое золото                      | Алексей Бестужев             |
| 2000 | Четвёртый тост                    |                              |
| 2001 | Бульдожья схватка                 |                              |
| 2001 | Капкан для Бешеной                | Бешеная                      |
| 2001 | Непристойный танец                | Алексей Бестужев             |
| 2001 | Нечаянный король                  | Сварог                       |
| 2001 | Пиранья против воров              | Пиранья                      |
| 2001 | Танец Бешеной                     | Бешеная                      |
| 2002 | Д’Артаньян, Гвардеец Кардинала    |                              |
| 2002 | Пиранья против воров-2            | Пиранья                      |
| 2002 | Пиранья. Звезда на волнах         | Пиранья                      |
| 2002 | Чужие берега                      | Сварог                       |
| 2002 | Чужие зеркала                     | Сварог                       |
| 2002 | Чужие паруса                      | Сварог                       |
| 2003 | Пиранья. Бродячее сокровище       | Пиранья                      |
| 2003 | Пиранья. Жизнь длиннее смерти     | Пиранья                      |
| 2003 | Самый далекий берег               |                              |
| 2003 | Тайга и зона                      | Алексей Карташ               |
| 2004 | Ашхабадский вор                   | Алексей Карташ               |
| 2004 | Дикарка. Неизвестный маршрут      | Дикарка                      |
| 2004 | Железные паруса                   | Сварог                       |
| 2004 | Пиранья. Флибустьерские волны     | Пиранья                      |
| 2004 | Пленник Короны                    | Сварог                       |
| 2004 | По ту сторону льда                | Сварог                       |
| 2004 | Сходняк                           | Алексей Карташ На то и волки |
| 2005 | Враг Короны                       | Сварог                       |
| 2005 | Дикарка. Чертово городище         | Дикарка                      |
| 2005 | Нелетная погода                   |                              |
| 2005 | Пиранья. Озорные призраки         | Пиранья                      |
| 2005 | Под созвездием северных «Крестов» | Алексей Карташ               |
| 2005 | Спаситель Короны                  | Сварог                       |
| 2006 | А. С. Секретная миссия            |                              |
| 2006 | Алмазный спецназ                  | Пиранья                      |
| 2006 | Второе восстание Спартака         |                              |
| 2006 | Печать скорби                     | Сварог                       |
| 2006 | Пиранья. Охота на олигарха        | Пиранья                      |
| 2007 | Колдунья                          | Колдунья                     |
| 2007 | Пиранья. Война олигархов          | Пиранья                      |
| 2007 | Пиранья. Кодекс наёмника          | Пиранья                      |
| 2007 | Пиранья. Кодекс одиночки          | Пиранья                      |
| 2008 | Антиквар                          | Антиквар                     |
| 2008 | Колдунья-беглянка                 | Колдунья                     |
| 2008 | Последняя пасха                   | Антиквар                     |
| 2008 | Равнение на знамя                 |                              |
| 2009 | Аргонавт                          | Алексей Бестужев             |
| 2009 | Комбатант                         | Алексей Бестужев             |
| 2009 | Сокровище антиквара               | Антиквар                     |
| 2009 | Сыщик                             | Алексей Бестужев             |
| 2010 | Заворожённые                      |                              |
| 2010 | Золотой демон                     |                              |
| 2010 | Ковбой                            | Алексей Бестужев             |
| 2011 | Стражи                            |                              |
| 2011 | Чернокнижники                     |                              |
| 2011 | Чертова Мельница                  | Сварог                       |
| 2012 | Пиранья. Белая гвардия            | Пиранья                      |
| 2012 | Пиранья. Чёрное солнце            | Пиранья                      |

## Повести
Хронологический список повестей писателя
| Год  | Название                            | Сборник                                           |
| ---- | ----------------------------------- | ------------------------------------------------- |
| 1981 | Варяги без приглашения              | Нелетная погода                                   |
| 1982 | Дождь над океаном                   | Волчье солнышко Лунные маршалы Дети тумана        |
| 1986 | Дети тумана                         | Волчье солнышко Лунные маршалы Дети тумана        |
| 1986 | Страна, о которой все знали         | Страна, о которой знали все Нелетная погода       |
| 1988 | Первая встреча, последняя встреча   | Анастасия Лунные маршалы Дети тумана              |
| 1989 | Кошка в светлой комнате             | Волчье солнышко Кошка в светлой комнате           |
| 1989 | Лабиринт                            | Анастасия                                         |
| 1989 | Легенды грустный плен               |                                                   |
| 1989 | Провинциальная хроника начала осени | Анастасия                                         |
| 1990 | Анастасия                           | Анастасия                                         |
| 1990 | Великолепные гепарды                | Дождь над океаном                                 |
| 1990 | Кавалерийская былина                | Дождь над океаном                                 |
| 1996 | Волчье солнышко                     | Волчье солнышко                                   |
| 1996 | Господа альбатросы                  | Анастасия Волчье солнышко Кошка в светлой комнате |
| 1996 | Континент                           | Волчье солнышко                                   |
| 2000 | Меж трёх времён                     | Волчье солнышко                                   |
| 2005 | И навсегда забыть Эдем              | Нелетная погода                                   |
| 2005 | Мы никогда не звали его Джо         | Нелетная погода                                   |

## Рассказы
Хронологический список рассказов писателя
| Год  | Название                                   |
| ---- | ------------------------------------------ |
| 1980 | Апофеоз                                    |
| 1980 | Ещё о космической экспансии                |
| 1980 | Заветное желание короля                    |
| 1982 | О дальних звёздах, Любви и Снежной Еле     |
| 1982 | Он же — неизвестный гений                  |
| 1983 | Последний вечер с Натали                   |
| 1983 | Тринкомали                                 |
| 1985 | Баллада о счастливой невесте               |
| 1985 | Ваш уютный дом                             |
| 1986 | А она бежала                               |
| 1986 | Вечер для троих                            |
| 1986 | Здесь все иначе, иначе, иначе              |
| 1986 | И ловили там зверей…                       |
| 1986 | Планета по имени Артемон                   |
| 1986 | Стоять в огне                              |
| 1987 | Умирал дракон                              |
| 1988 | Примостившийся на стенке гусар             |
| 1989 | Любимые улицы, любимые лица                |
| 1990 | Домой, где римская дорога                  |
| 1990 | Как рыцарь средних лет собрался на дракона |
| 1990 | Костер на сером берегу                     |
| 1990 | Пересечение пути                           |
| 1991 | Лунные маршалы                             |
| 1991 | Наследство полубога                        |
| 1996 | Брежнин луг                                |
| 1996 | Все могут короли                           |
| 1996 | Из жизни пугал                             |
| 1996 | Казённый дом                               |
| 1996 | Как хорошо быть генералом                  |
| 1996 | Курьёз на фоне феномена                    |
| 1996 | Рыцари Ордена Лопаты                       |
| 2001 | Машина-невидимка                           |
| 2001 | След дракона                               |
| 2001 | Ты где, бабуля?                            |

## Документальные произведения
Список документальных произведений автора
| Год  | Название                                                         | Цикл                    |
| ---- | ---------------------------------------------------------------- | ----------------------- |
| 2001 | Россия, которой не было                                          | Россия, которой не было |
| 2001 | Россия, которой не было — 2. Русская Атлантида                   | Россия, которой не было |
| 2004 | Россия, которой не было — 3. Миражи и призраки                   | Россия, которой не было |
| 2004 | Россия, которой не было — 4. Блеск и кровь гвардейского столетия | Россия, которой не было |
| 2005 | Екатерина II. Алмазная золушка                                   | Россия, которой не было |
| 2005 | Сталин. Красный монарх. Хроники великого и ужасного времени      | Россия, которой не было |
| 2005 | Сталин. Ледяной трон                                             | Россия, которой не было |
| 2005 | Хроника Мутного Времени. Дом с привидениями                      |                         |
| 2006 | Распутин. Выстрелы из прошлого                                   |                         |
| 2006 | Русская Америка. Слава и позор                                   |                         |
| 2006 | Чингисхан. Неизвестная Азия                                      |                         |
| 2007 | Владимир Путин. Полковник, ставший капитаном                     |                         |
| 2007 | Земля: планета призраков                                         |                         |
| 2007 | Иван Грозный. Кровавый поэт                                      |                         |
| 2007 | Россия, которой не было. Славянская книга проклятий              | Россия, которой не было |
| 2007 | Мираж великой империи                                            | Россия, которой не было |
| 2007 | Призрак Золотой орды                                             |                         |
| 2007 | Тайны Смутного времени                                           |                         |
| 2008 | Неизвестная война. Тайная история США                            |                         |
| 2009 | Корабль дураков, или Краткая история самостийности               |                         |
| 2013 | Борис Березовский. Человек, проигравший войну                    |                         |

## Статьи
Список статей автора
| Год  | Название                                                     |
| ---- | ------------------------------------------------------------ |
| 1983 | СТРАНА ГОНГУРИ. К 60-летию выхода в свет книги Вивиана Итина |
| 1989 | Доброта сказки (О Р. Говарде, и не только о нём)             |
| 2001 | Естествознание в мире духов                                  |
| 2005 | Река по имени факт                                           |

## Сборники
Хронологический список сборников произведений писателя
| Год  | Название                             |
| ---- | ------------------------------------ |
| 1986 | Стоять в огне                        |
| 1989 | Страна, о которой знали все          |
| 1990 | Дождь над океаном                    |
| 1996 | Анастасия                            |
| 1996 | Волчье солнышко                      |
| 2001 | Анастасия [сокращённый состав]       |
| 2001 | Волчье солнышко [сокращённый состав] |
| 2001 | Лунные маршалы                       |
| 2004 | НКВД. Война с неведомым              |
| 2004 | Нелетная погода                      |
| 2005 | Дети тумана                          |
| 2005 | Кошка в светлой комнате              |
| 2009 | XX век. Загадки, версии, гипотезы    |